# Освалдо Фатори
Освалдо Фатори (на италиански: Osvaldo Fattori) е бивш италиански футболен полузащитник и треньор. Изиграва 238 мача и отбелязва 7 гола в Серия А, както и 121 мача и 9 гола в Серия Б.

## Отличия
- Шампион на Италия: 2

Интер: 1952-53, 1953-54